# 山口正義
山口 正義（やまぐち まさよし）は、大阪府生まれの俳優。
日本大学芸術学部演劇学科からいずみたくフォーリーズへ。その後、劇団四季に入団する。また、講師として児童劇団「大きな夢」、舞台芸術学院、東宝ミュージカルアカデミー、日本大学芸術学部演劇学科で講師を務める。

## スタッフ
演出・歌唱指導
劇団BDP児童劇団「大きな夢」作品
- ミュージカル『魔女バンバ』
- ミュージカル『アナザーワールド』
- ミュージカル『夜空の虹』
- ミュージカル『ピエロ人形の詩』
- ミュージカル『ハレニレの木の下で』
- ミュージカル『ロビンソン✳︎ロビンソン』
- ミュージカル『あまんじゃくの桜貝』

歌唱指導
- モーツァルト!
- レベッカ
- ルドルフ・ザ・ラスト・キス
- アンナ・カレーニナ
- 宝塚BOYS
- 回転木馬
- TALK LIKE SINGING
- デュエット（They're Playing Our Song）
- エリザベート
- キャバレー
- おもひでぽろぽろ
- LINDA LINDA
- アトム
- リボンの騎士
- 三銃士
- ブッダ
- ドラえもん「のび太とアニマル惑星」
- ジキル&ハイド
- ピーターパン
- MITSUKO
- ゴルフ・ザ・ミュージカル 〜ゴルフなんて大嫌い!〜
- ミー・アンド・マイガール
- イントゥ・ザ・ウッズ
- ドラキュラ伝説〜千年愛〜
- ヘアスプレー
- スクール・オブ・ロック
- 宝塚花組東京特別公演「MIND TRAVELLER」
- 宝塚歌劇団宙組特別公演「双頭の鷲」

演出
- あいと地球と競売人
- チンチン電車と女学生
- ジャンヌ

イベントアドバイザー
- 函館野外劇
- 2004年中国総体開会式

## 出演
劇団BDP
- ミュージカル『姫神楽』

(主演)
- ミュージカル『KUSHINADA』

(主演)
いずみたくフォーリーズ
- 怪傑アンパンマン
- 見上げてごらん夜の星を
- おれたちは天使じゃない

劇団四季
- ユタとふしぎな仲間たち（ヒノデロ）
- ミュージカル李香蘭（溥儀、他）
- 美女と野獣（ルミエール）
- コーラスライン
- ウエストサイド物語
- キャッツ（マンゴジェリー、スキンブルシャンクス）
- 夢から醒めた夢（夢の配達人）
- ハンス・アンデルセン
- エルリック・コスモスの239時間（ストーン博士）

## コンサート
- 山口正義 30周年記念コンサート

## CD
- 劇団四季「キャッツ」マンゴジェリー
- 劇団四季「ソング&ダンス -35ステップス-」
- 劇団四季「李香蘭」